# Steven Bartlett
Steven Cliff Bartlett (født 26. august 1992) er en britisk-nigeriansk entreprenør og podcaster. Han har grundlagt Thirdweb, Flight Story og Flight Story Fund. Han er medgrundlægger og med-direktør for Social Chain, men trådte tilbage som direktør i 2020. I 2021 begyndte han som investor i BBC One-programmet Dragons' Den. Han driver også podcasten The Diary of a CEO. Ifølge Spotify Wrapped var den blandt de 10 mest populære podcasts på verdensplan i 2023.